# Джахонгир Ибрагимов
Ибрагимов Жахонгир Бахтиярович (31 июль 1989, Бухара) — узбекский кинооператор, фотограф.

## Биография
Родился 31 июля 1989 года в году в Бухаре. Окончил 10-ю среднюю школу. С 2008 по 2012 годы учился в Узбекском государственном институте искусств и культуры по степенью бакалавра на факультете кинооператоров. В студенческие годы начал заниматься фотографией и участвовал в разных конкурсах. Вместе с тем по программе обмена обучился в Институте кинематографии и телевидения в Потсдаме (Германии) в 2010-11 годах.
После окончания института начал карьеру со съёмок реклам, музыкальных клипов и нескольких художественных фильмов, в том числе фильм «Под дождём» («Yomgir ostida») режиссёра Кудратулла Ботиржанова. Ибрагимов свои первые работы начинал с режиссёром Жахонгиром Ахмедовым. В 2016-20 годах снял фильмы «Мажнун», «Ислам-ходжа (фильм)» и «Илхак» («Тревога»).
В 2020 году участвовал в создании выставки исламского искусства Bukhari: Islamic Art Exhibition в качестве видеооператора.

## Награды и премии
- 2017 г. — выиграл в номинации лучшего оператора за короткометражный фильм «Аквариум» в Санкт-Петербурге.
- 2019 г. — фильм «Горячая лепёшка» (Issiq non) получил гран-при на 28-м Открытом фестивале Киношок[1].
- 2021 г. — снял фильм «Илхак» Д. Ахмедова (режиссёр), который выиграл гран-при на международном кинофестивале «Листопад» в Белоруссии[2]. Данный фильм стал победителем в национальном кинофестивале Узбекистана «Oltin Humo» в пяти номинациях[3], присуждённая Ибрагимову[4][5].

## Фильмография
- 2015 — Под дождём (Yomg’ir ostida)
- 2016 — Мажнун
- 2017 — Аквариум (Akvarium)
- 2018 — Ислам-ходжа
- 2018 — Горячая лепёшка (Issiq non)
- 2020 — Илхак

### Документальные фильмы
- 2021 — Алишер Навои
- 2021 — Абдулла Орипов
- 2021 — Абдулла Кодирий
- 2021 — Инсон